# 利氏麋羚
利氏麋羚（學名Sigmoceros lichtensteinii）是分布于非洲中南部的草原中的羚羊。
肩高135厘米，体重150千克。毛色为棕红色，腹部为白色。雌雄都有角，从侧面看，利氏麋羚的角是S形，从前面看则是O形。角长50厘米。
利氏麋羚生活在大草原及氾濫平原，以當中的草為糧食。牠們是晝出動物。利氏糜羚群主要是由一頭雄性所帶領，當中有5-15頭雌性。雄性在白蟻土墩或相似的地方肩負起放哨的工作。而雄性各自擁有大片的領域，並會以角在邊界挖掘土壤作為標記。利氏糜羚有著銳利的目光，但嗅覺則很差。牠們的叫聲主要是咆哮及噴氣的聲音。
牠們的名字是從鳥類學者馬丁·利希騰施泰因的名字而得來。